# Henry Beaufort (hrabia Somersetu)
Henryk Beaufort (ur. 26 listopada 1401, zm. 25 listopada 1418) – angielski arystokrata, najstarszy syn Jana Beauforta, 1. hrabiego Somerset, i lady Margaret Holland, córki 2. hrabiego Kentu. Nieślubny potomek króla Edwarda III.
Po śmierci ojca w 1410 r. odziedziczył tytuł 2. hrabiego Somerset. Zmarł w 1418 r. Nigdy się nie ożenił i nie pozostawił potomstwa. Tytuł hrabiowski odziedziczył jego młodszy brat Jan.